# FN's Klimakonference 2010
FN's Klimakonference 2010 eller COP16 (Conference of Parties 16) er en FN-arrangeret klimakonference afholdt under UNFCCC (United Nations Framework Convention for Climate Change), der fandt sted i perioden fra den 29. november til den 10. december 2010 i Cancún, Mexico.
Konferencen er den 16. af sin slags siden oprettelsen af UNFCCC ved FN's såkaldte Earth Summit i Rio de Janeiro i Brasilien i 1992. Formålet med oprettelsen af UNFCCC var at stabilisere koncentrationen af drivhusgasser i atmosfæren til et bæredygtigt niveau. I dag har 192 lande verificeret UNFCCC, og parterne mødes årligt ved de såkaldte COP-møder for at forhandle fremtidige tiltag mod globale klimaforandringer.
I 1997 blev Kyoto-aftalen vedtaget som en tillægsprotokol til UNFCCC. Det har i praksis betydet, at der siden 2005 har eksisteret to parallelle forhandlingsspor ved COP-møderne: det traditionelle COP-spor, der henviser til forhandlingerne mellem de 192 lande der har verificeret UNFCCC, samt det såkaldt MoP-spor (Members of Parties) der henviser til forhandlingerne der finder sted blandt de lande der videre har verificeret Kyoto-aftalen.